# Олд-ист
Олд-ист (англ. Old East) ― студенческое общежитие, расположенное в северной части кампуса Университета Северной Каролины в Чапел-Хилле. Построенное в 1793 году, оно стало первым зданием первого государственного университета в США: Дом Урена Колледжа Вильгельма и Марии (Уильямсберг, штат Виргиния) был возведён в 1695 году, но сам колледж получил статус государственного только в 1906 году.

## История
Полковник Джон Хоган в декабре 1792 заключил контракт на поставку и доставку 150 000 кирпичей на место будущего здания общежития. Также он пожертвовал участок земли в 200 акров для нужд университета. Фундамент общежития Олд-ист был торжественно заложен 12 октября 1793 года Уильямом Ричардсоном Дэви, губернатором Северной Каролины в 1798―1799 годах. Первоначально здание имело два этажа и шестнадцать помещение. Точная стоимость всех строительных работ неизвестна, однако архивные записи от 1799 года указывают на то, что университет потратил в общей сложности $12 180 для работы на Стюардс-холл, Олд-ист, Персон-холл, и Дом ректора. После его постройки, Олд-ист был одновременно и учебным корпусом, и общежитием. Ныне здание служит исключительно в качестве общежития.
Подрядчиком, отвечавшим за строительство Олд-ист, был Джеймс Паттерсон из округа Чатем. К 1804 году здание значительно обветшало и нуждалось в ремонте. Вскоре оно было отремонтировано: были поставлены новые двери, оконные створки, лестницы, а крыша была перекрашена. В 1823 году был пристроен третий этаж. В 1844 году архитектором Александр Джексон Дэвис был разработан проект, который предусматривал удлинение здания на треть и создание нового северного входа. Новые помещения использовались Благотворительным обществом, а также служили для нужд библиотеки. Дэвис также предусмотрел установку больших окон на северной стороне, окруженных кирпичными панелями, и двух кирпичных подъездов у восточной стороны здания. Томас Дэй, афроамериканский краснодеревщик, спроектировал и изготовил внутреннюю отделку из дерева в общественных помещениях. Олд-ист оставался штаб-квартирой Филантропического общества вплоть до постройки здания Нью-ист в 1860 году.

## Культура
В 1877 году губернатор Северной Каролины и председатель Совета попечителей Университета Северной Каролины в Чапел-Хилле Зебулон Вэнс объявил день начала строительства Олд-ист ― 12 октября ― днём университета, который «следует отмечать с проведением соответствующих церемоний руководителями университета». На праздновании дня университета выступали президенты США Джон Ф. Кеннеди (в 1961 году) и Билл Клинтон (в 1993 году). В день университета студенты освобождаются от утренних занятий и принимают участие в праздничных мероприятиях. 21 декабря 1965 года Олд-ист был признан национальным историческим памятником США Службой Службой национальных парков.

## Ссылка
- Официальный список достопримечательностей Университета Северной Каролины в Чапел-Хилле Архивная копия от 3 октября 1999 на Wayback Machine